# 大山 (演員)
马克·亨利·罗斯韦尔，CM（1965年5月23日—），汉名大山，加拿大籍脱口秀演员，相声演员。曾用汉名路士玮，后改拜姜昆为师学习相声，成为中国第一位外籍相声演员。

## 第一次在电视上亮相
罗斯韦尔第一次出场是在1988年11月的国际歌唱比赛上主持节目。接下来的一个月他被邀请在有5.5亿观众收看的中国中央电视台春节联欢晚会上表演一个角色。“大山”这个名字来自小品《夜归》里的“许大山”这个角色，而“许大山”的名字又源自北大食堂的一位同名同姓的厨师。再加上他流利的汉语和端正的相貌，这个小品使他成为在中国家喻户晓的人物。因为他的成名，使他有了一个“意外名人”的称号。然而，他红了20年以后，他退出了大家的视线。一批加拿大人出现在了中国的电视上，他们通过大山就可以不用学多久的汉语就上了电视。
1995年加拿大国家电影局根据大山的故事，拍摄一部纪录片：《驻华滑稽大使：大山》（Dashan - Ambassador to China's Funny Bone）。2005年大山在中央电视台摄制的24集电视剧集《宫廷画师郎世宁》中扮演郎世宁。在电视连续剧《西行漫记》中扮演埃德加·斯诺。2007年大山与相声演员郭冬临在上海话剧艺术中心合作演出《超级笨蛋》。
2008年大山获得上海电视节白玉兰奖最佳配角奖。
2008年12月12日大山在渥太华获颁加拿大最高成就奖——加拿大勋章。加拿大总督米夏埃尔·让在渥太华总督府为马克·罗斯韦尔佩带加拿大勋章。
2009年5月大山被任命为2010年上海世博会加拿大总代表。

## 单口喜剧（脱口秀）创作
大山将中国的单口相声和西方的 stand-up comedy（脱口秀）相结合，做出了自己的单口幽默专场《大山侃大山》。2022年他又推出《大山笑友汇》，一场将近两小时涵盖中文表演多类型的节目。大山笑友汇目前已在加拿大多伦多，美国硅谷脱口秀，加拿大温哥华专场演出，并邀请当地演员登台共同创作。

## 在加拿大拍攝粵語電視廣告
精通流利普通話的大山，还曾於2007年在加拿大多倫多為福特汽車拍攝了一個全粵語對白的電視商業廣告。該廣告對象是加拿大華人社區，於2008在加拿大全國的中文電視台（例如新時代電視）播出。

## 奖项荣誉
- 2006年，大山荣获“加拿大勋章”。[19]
- 2008年，大山出任加拿大奥委会特使。[19]
- 2010年，大山被加拿大任命为加拿大总代表。[19]
- 2012年，加拿大总理哈珀任命大山为加拿大中国亲善大使。[19]